# Jégmag
A jégmag a régmúltban felgyűlt, az idők folyamán újrakristályosodott hó és jég tömegéből vett minta, melyeket jégfúrással nyernek a tömbökből. Csapdába esett levegőbuborékokat tartalmaz, ezek összetétele, különösen az oxigén- és hidrogénizotópok aránya segít a minta keletkezési idejében uralkodó klíma meghatározásában.
A kainozoikumi eljegesedés periódusairól ma több forrásból is lehet információt találni, de a legfontosabb az Antarktisz jegéből kifúrt jégmag, amelynek legmélyebb részei 400 000 évesek, így ennyit vissza tudnak tekinteni a Föld légköri viszonyaira.

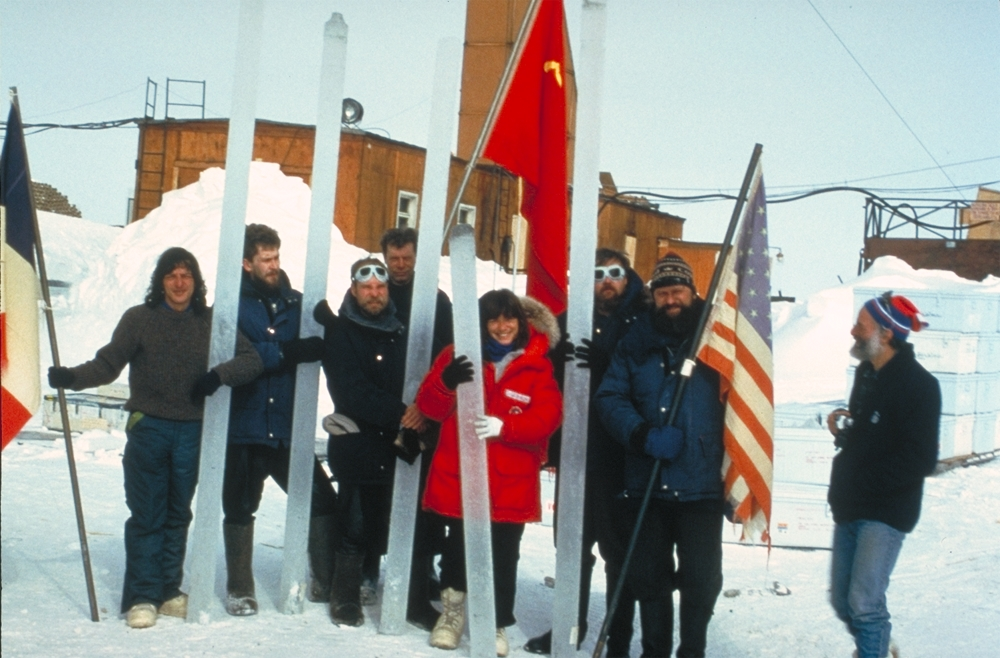
Vostok csapat

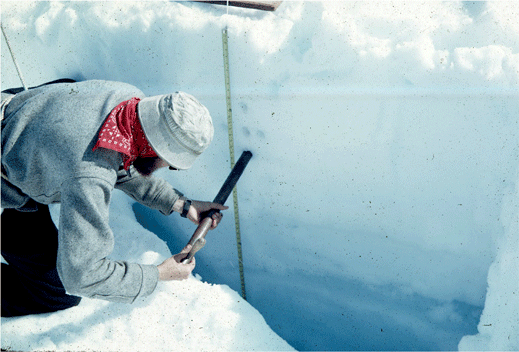
Taku-gleccser Alaszkában

GISP2 1837 méteres mélységű jégmag, melyen tisztán látható az évek közti különbség

A jégmag minden egyes szelete a múltról szolgál bizonyítékokkal. Az Antarktiszról (nemzetközi sarki év), a Grönlandról illetve gleccserekből gyűjtenek a kutatók általában jégmagokat. A tudósok ki tudják számítani az éghajlat milyenségét a hidrogénatomok különböző típusainak, vagy izotópjainak arányaiból. A deutérium a hidrogén egyik izotópja; ha egy jégmintában sok van belőle, az arra utal, hogy a hőmérséklet melegebb volt, illetve ha kevés, akkor hidegebb. A tudósok a légköri gázok aránylagos koncentrációját úgyszintén ki tudják számolni a jégmagokból.
Az antarktiszi Vosztok kutatóállomáson 2003-ban olyan jégmintát vettek, melyből 420 000 évre visszamenőleg meg tudják állapítani a Föld légköri gázainak koncentrációját. Az Epica (Dome C) mag (75°S 123°E), melyet 2004. június 10-én emeltek ki, 720 000 évre szolgál adatokkal. A Dome F (77°19′S 39°42′E) jégmag 1996-os fúrásánál 320 000 évre, 2006/2007-es fúrásánál 720 000 évre visszamenőleg nyújtott adatokat.

## Külső hivatkozások
- Ice Core Gateway
- National Ice Core Laboratory
- Byrd Polar Research Center
- National Ice Core Laboratory - Science Management Office
- West Antarctic Ice Sheet Divide Ice Core Project